# Прево, Феодосия Бартоу
Феодосия Бартоу Бёрр (англ. Theodosia Bartow Burr; урождённая Бартоу; овдовевшая Прево; ноябрь 1746, Шрусбери, Нью-Джерси, США — 18 мая 1794, Нью-Йорк, США) — американская патриотка, супруга 3-го вице-президента США Аарона Бёрра.

## Биография

### Ранние годы, детство и происхождение
Феодосия Бартоу родилась в ноябре 1746 года в семье адвоката Феодосия Бартоу (1712—1746) и его жены Энн Сэндс Стиллуэлл (1714—1782) в городке Шрусбери, штат Нью-Джерси. Её отец Феодосий скончался 5 октября 1746 года за несколько недель до её рождения, однако через пять лет её мать вышла замуж за Филиппа де Висма (1719—1762), капитана британской армии, от которого у неё родилось ещё пятеро детей.

### Первый брак
В возрасте семнадцати лет Феодосия Бартоу вышла замуж за офицера британской армии Жака Маркуса Прево (1736—1781), уроженца Женевы и младшего брата Огюстена Прево (1723—1786), который командовал британскими войсками в Нью-Джерси и был отцом офицера, дипломата, генерал-губернатора Канады и губернатора Новой Шотландии Джорджа Прево (1767—1816).
В браке было пятеро детей: Салли (1769—1815), Анна Луиза (1770—1815), Мэри Луиза (род. 1771), Огастин Джеймс Фредерик Прево (1765—1842) и Джон Бартоу Прево (1766—1825). Когда её муж был отправлен в Вест-Индию в начале 1770-х годов, Феодосия осталась со своими детьми в Нью-Джерси.

### Война за независимость США
Во время войны за независимость Феодосия присоединилась к патриотам, считая Уильяма Ливингстона и Роберта Трупа друзьями и союзниками. Её дом, Эрмитаж, названный в честь коттеджа Жан-Жака Руссо, стал местом сбора американских солдат. Джордж Вашингтон после сражения при Монмуте был приглашён ею в гости; он принял это приглашение в июле 1778 года и ненадолго использовал Эрмитаж в качестве своей штаб-квартиры.
Она была хозяйкой литературного салона, где велись интеллектуальные беседы, которые посещали генералы Чарльз Ли и Иеремия Уодсворт.
В 1781 году она овдовела, её муж умер от полученных ран.
После смерти супруга она переписывалась с Аароном Бёрром, в письмах они обсуждали политику и философию, а также феминизм. После того как Бёрр получил лицензию адвоката, они поженились 2 июля 1782 года, причём Ливингстон лично выдал лицензию. У них был единственный выживший ребёнок, достигший совершеннолетия, дочь Феодосия Бёрр Олстон (1783—1813), вышедшая замуж за 44-го губернатора Южной Каролины Джозефа Олстона (1779—1816).

## Последующая жизнь и смерть
У Теодосии и Аарона Бёрров была страстная приверженность образования, и она воспитывала дочь так, как был бы воспитан «любой богатый ребёнок мужского пола»: она умела и писать в три года, изучала латынь, греческий и французский языки и прочитала «История упадка и разрушения Римской империи» к 10 годам.
Феодосия Бартоу Бёрр умерла от рака желудка 18 мая 1794 года в возрасте 47 лет. Она была похоронена на ныне несуществующем кладбище Святого Иоанна, которое было связано с Троицкой церковью. Позже Аарон написал, что «она была лучшей женщиной и прекраснейшей леди», которую он когда-либо знал.